# Cal Notari (Bàscara)
Cal Notari és una casa del municipi de Bàscara (Alt Empordà) inclosa en l'Inventari del Patrimoni Arquitectònic de Catalunya.

## Descripció
Situat dins del nucli antic de la població de Bàscara, a la banda est del terme i delimitat entre el carrer del Mar i el desnivell existent entre el carrer i la carretera N-II al seu pas per la població.
Edifici entre mitgeres de planta rectangular, format per quatre cossos adossats, amb la coberta de teula de dues vessants i distribuït en planta baixa i pis. L'edifici principal consta de dues crugies i presenta un portal d'accés rectangular, amb els brancals bastits amb carreus ben desbastats i la llinda plana gravada: "IHS HONORAT LLORENS 1630". Al pis hi ha dues finestres rectangulars, emmarcades amb pedra i amb els ampits motllurats. Dels cossos laterals que completen el conjunt cal destacar dos portals més d'arc rebaixat, un d'ells adovellat i l'altre bastit amb maons. Els cos situat a l'extrem sud del conjunt presenta les obertures rehabilitades, bastides amb maons. La façana posterior, orientada al sud, presenta trams del llenç oriental de la muralla medieval, integrats al parament. Estan bastits amb còdols escapçats, disposats formant filades regulars. La resta del parament és de pedra desbastada disposada irregularment, amb les obertures modernes bastides amb pedra treballada o maons.
La construcció presenta el parament de la façana principal majoritàriament arrebossat. El cos ubicat a l'extrem nord té el parament vist i presenta la tècnica de la maçoneria.

## Història
Els Llorens foren una família d'hisendats rurals que s'anà enriquint, com d'altres patrimonis pagesos de Bàscara, mitjançant aliances matrimonials, deixes testamentàries i compra-vendes. La família es va unir als Ferrer, casta de notaris apostòlics de la vila, vers els segles XVII-XVIII.
La casa està construïda sobre el llenç oriental del segon recinte emmurallat de la població. En aquesta part hi ha la contramuralla, que salva el desnivell de la carretera. Hi ha una altra dada que situa a l'interior de l'edifici, al costat del portal d'accés, restes d'un parament d'opus spicatum del segle xii.